# Kiss Áron (püspök)
Hegymegi Kiss Áron (Kisnamény, 1815. november 2. – Debrecen, 1908. május 30.) református lelkész, a Tiszántúli református egyházkerület püspöke 1892-től haláláig, egyházi író. Kiss Áron pedagógus édesapja.

## Élete
Kiss Áron lelkész és Solymossy Erzsébet fia. Tanult szülőföldjén, azután Szatmárt és 1832-től Sárospatakon. 1839-43-ban tanítókáplán volt Szatmárnémetiben, 1843. április 25-én porcsalmai pap lett. Mint a szatmári egyházmegye főjegyzője (1848-ban lett az) egyházmegyéje megbízásából jelen volt az 1848. évi XX. törvénycikk tárgyában Eötvös József miniszter által Pestre összehívott értekezleten. A szabadságharc alatt ő szerkesztette egyházmegyéje nevében a nemzeti kormánynak küldött hódoló feliratot. Megyéje önkéntes honvédcsapatát mint tábori pap, az erdélyi hadjárat alatt Désig kísérte. A pátens-küzdelem idejében rendületlenül harcolt az önkormányzati jogokért és amikor az egyház az önvédelmi küzdelemből győztesen bontakozott ki, egyházmegyéje esperessé választotta. Hathatósan munkálkodott a papság tudományos képzettségének emelésén és e célból egyházmegyei könyvtárt alapított. Szatmár megye már 1846-ban táblabírájává tette és a megyegyűlésnek később is tagja volt. A népoktatási törvénynek egyházmegyéjében való végrehajtásáért is sokat tett. A szatmári főgimnáziumnak tetemes alapot gyűjtött és támogatta a szatmári felsőbb leányiskola létrejöttét is. Elsőrangú egyházi szónok, akinek szolgálatait nemcsak hívei, de igen sokszor más vallásúak is igénybe vették. Egyházkerülete előbb az egyetemes tanügyi bizottság tagjává, majd a népiskolai tanügyi bizottság elnökévé és a tiszántúli egyházkerület gimnáziumainak felügyelőjévé tette. Tagja lett a debreceni zsinatnak, a konventi bíróságnak és elnöke a konventi iskolai bizottságnak; tagja volt a budapesti zsinatnak is. 1885. szeptember 17-én esperessége 25 éves évfordulóját a szatmári egyházmegye megünnepelte és nevére alapítványt tett. 1890-ben Károlyi Gáspárnak háromszáz éves emlékünnepén ő tartotta az egyházi szónoklatot. Részt vett a zsoltárátdolgozási munkálatokban is. 1892. február 11-én a csaknem egymillió lelket számláló tiszántúli református egyházkerület püspökké választotta, a debreceni egyház pedig március 27-én lelkészévé. 1896-ban a király Kiss Áron régi magyar nemességét megerősítette. Az ezredéves ünnepségek alkalmával egyházkerülete képviselőjeként jelen volt Pusztaszeren, Munkácson és a Vaskapunál. Munkácson az ő magyar imádsága óvta meg az ünnep egyházi részének magyarságát.

## Emlékezete

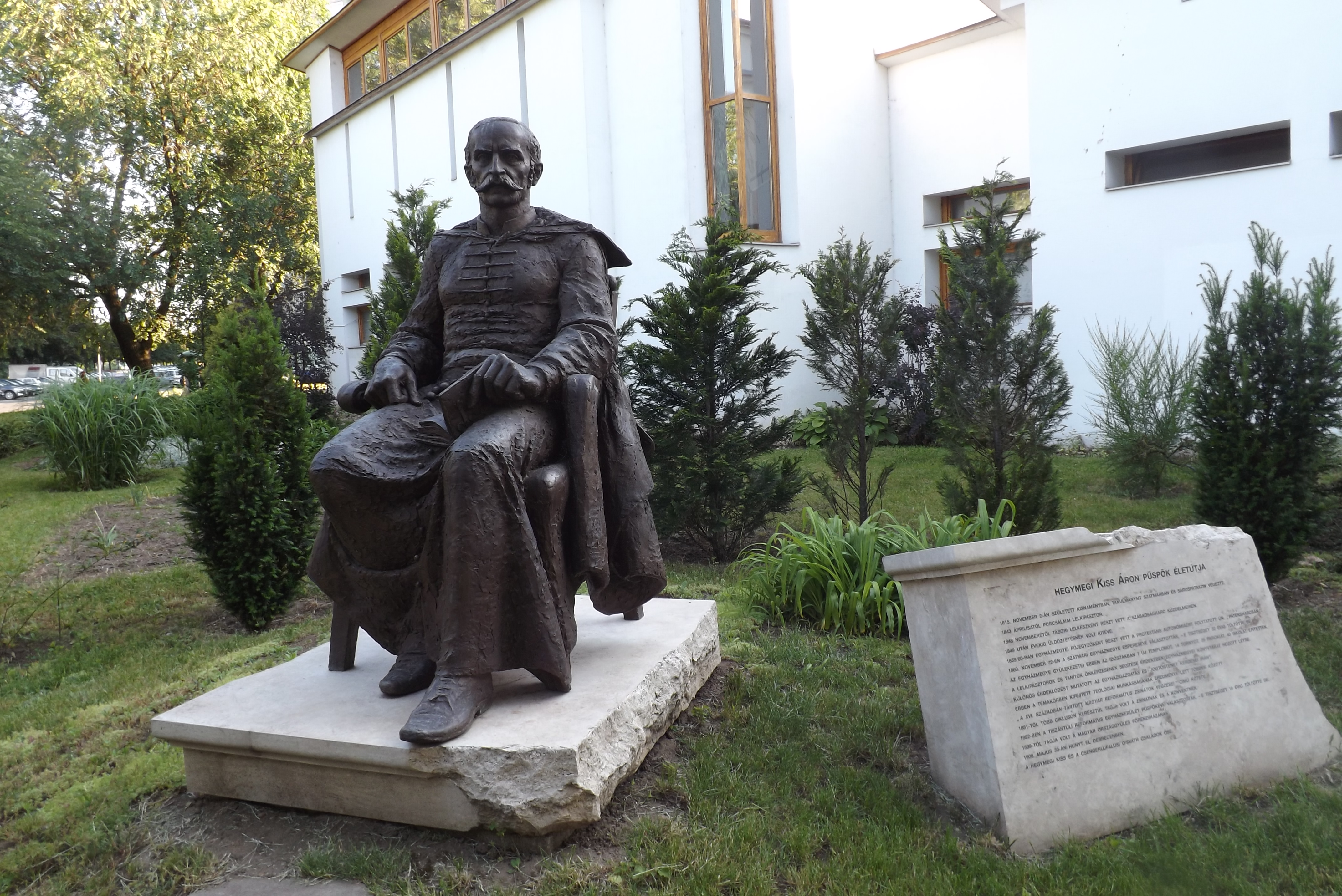
Hegymegi Kiss Áron szobra Debrecenben, a Tócóskerti református templom előtt

Porcsalmán és Debrecenben szobra áll.

## Írásai

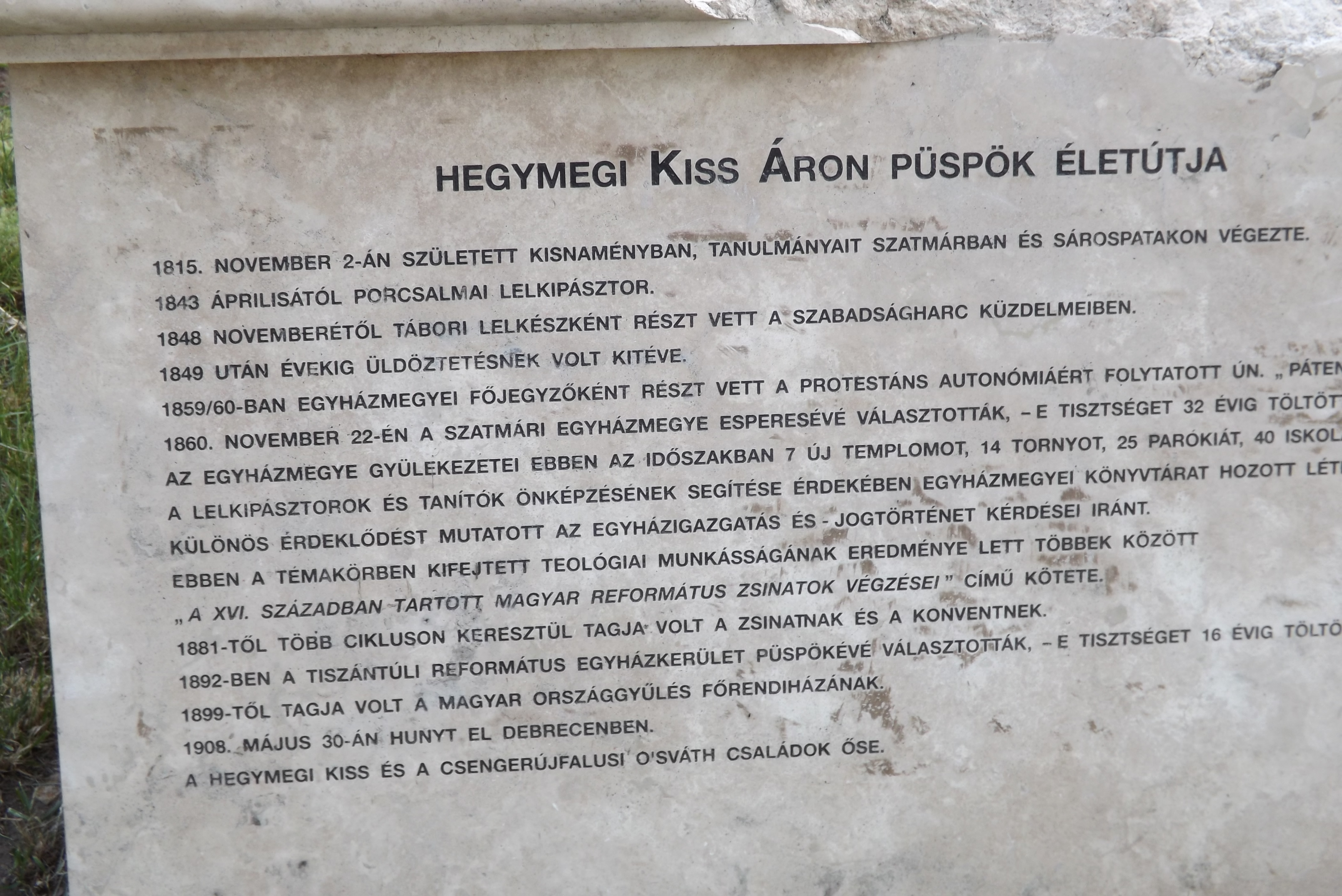
Hegymegi Kiss Áron püspök életútja

Költeményei és cikkei a következő lapokban és folyóiratokban jelentek meg: Parthenon (1837. költ.), Prot. Egyh. és Isk. Lap (1844-48.), Lelki Kincstár. Házi Kincstár. Lelkészi-Tár és Sárospataki Füzetekben egyháztört. társad. cikkek és vallásos hymnusok, Szatmármegyei Közlöny (1880. 50. sz. Emlékbeszéd báró Uray Endre felett, 1883. 25. A pusztalaki Uray-sírbolt felavatása), P. Napló (1880. 317. Zsinati beszéde), Szamos (1882. 32. Beszéd a Válly János jubileumakor), Protestáns Egyházi és Iskolai Lap (1890. Egyházi beszéd Károli Gáspár emlékünnepén szeptember 14-én), Károli-Emlékkönyv (1890. Károli Gáspár küzdelme a szent háromság védelmében Egri Lukács ellen), Szikszay Zoltán, Emlékkönyv. (M.-Sziget, 1892. Imádság a m.-szigeti templom felavatásakor), Debreczeni Prot. Lap (1892. Püspökké avatásakor mondott beszéde, A bölcsészeti fakultás Debreczenben), Kecskeméthy László, Emlékkönyv (1896. Imádság a mező-túri ref. egyház ujvárosi templomának felavatásakor), Debreczeni Ellenőr (1896. 22. sz. Nagy Károly jubileumán mondott beszéde, 172. Imádság a munkácsi várban sat.) Számos gyűlést megnyitó imádsága, püspöki évi jelentése az egyházkerületi jegyzőkönyvekben és az iskolai évet kezdő és bezáró beszédei, tanári beigtatói a debreceni főiskola Értesítőiben. Zsoltár-átdolgozások, énekek az Énekeskönyvi bizottság nyomtatványaiban.

## Munkái
- Geleji Katona István egyházi kánonai s a szatmár-németi nemzeti zsinat végzései. Kecskemét, 1875
- A Szatmármegyében tartott négy első protestáns zsinat végzései. Magyar nyelvre fordította s történelmi bevezetéssel ellátva kiadta… Bpest, 1877
- A XVI. században tartott magyar református zsinatok végzései. Összeszedte, a latin szövegűeket magyarra fordította és tájékoztató jegyzetekkel kísérte. Uo. 1881. (Prot. Theol. Könyvtár 15. Ism. Századok).
- Gróf Degenfeld Schomburg Imre tiszántuli ref. egyházkerületi főgondnok emlékezete. Irta és 1883. szept. 4. elmondta. Debrecen, 1883
- Halotti ima és beszéd Domahidy Ferencz szatmári főispán neje Kenessey Jozefin felett. Nagykároly, 1890
- Egyházi beszéd, debreczeni lelkészszé választása alkalmából. Debrecen, 1892

Ezeken kívül számos Jegyzőkönyv, hivatalos Körlevél és egyéb apróbb nyomtatvány